# Cembra
Cembra és un antic municipi italià, dins de la província de Trento. L'any 2007 tenia 1.840 habitants. Limitava amb els municipis d'Albiano, Faver, Giovo, Lisignago, Lona-Lases, Salurn (BZ) i Segonzano.
L'1 de gener 2016 es va fusionar amb el municipi de Lisignago creant així el nou municipi de Cembra Lisignago, del qual actualment és una frazione.

## Administració
| Període | Identitat           | Partit        |
| ------- | ------------------- | ------------- |
| 2008-   | Alessandro Lettieri | Llista cívica |